# Сянъань
Сянъа́нь (кит. упр. 翔安, пиньинь Xiáng'ān) — район городского подчинения города субпровинциального значения Сямэнь провинции Фуцзянь (КНР).

## История
Исторически эти места были частью уезда Тунъань (同安县). С 1973 года уезд Тунъань окончательно перешёл под юрисдикцию Сямэня.
Постановлением Госсовета КНР от 20 ноября 1996 года уезд Тунъань был преобразован в район городского подчинения.
Постановлением Госсовета КНР от 26 апреля 2003 года из района Тунъань был выделен район Сянъань.

## Административное деление
Район делится на 1 уличный комитет и 4 посёлка.

## Транспорт
В 2010 году был введён в эксплуатацию 5,9-километровый автомобильный туннель Сянъань, связавший район Сянъань с островом Сямынь.